# Murphy Akanji
Pour les articles homonymes, voir Akanji.
Murphy Akanji (né le 1er décembre 1977 à Lagos au Nigeria) est un joueur de football international nigérian, qui évoluait au poste de gardien de but.

## Biographie

### Carrière en sélection
Avec l'équipe du Nigeria, il joue 7 matchs (pour aucun but inscrit) entre 1999 et 2002. 
Il figure dans le groupe des sélectionnés lors des CAN de 2000 et de 2002. Il atteint la finale de cette compétition en 2000, en étant battu par le Cameroun.

## Palmarès
| \| Julius Berger - Championnat du Nigeria (1) : - Champion : 2000. \| \| Sliema Wanderers - Championnat de Malte (3) : - Champion : 2003, 2004 et 2005. - Coupe de Malte (1) : - Vainqueur : 2004. \| |  | Nigeria - Coupe d'Afrique des nations : - Finaliste : 2000 - Troisième : 2002                                             |
| Julius Berger - Championnat du Nigeria (1) : - Champion : 2000. |  | Sliema Wanderers - Championnat de Malte (3) : - Champion : 2003, 2004 et 2005. - Coupe de Malte (1) : - Vainqueur : 2004. |